# Melogale
Melogale es un género de mamíferos carnívoros de la subfamilia Helictidinae, conocidos comúnmente como tejones turón. Son propios de Asia oriental, Borneo y Java.

## Especies
Se han descrito las siguientes especies:
- Melogale everetti
- Melogale moschata
- Melogale orientalis
- Melogale personata
- Melogale cucphuongensis[4]